# Marlothistella stenophylla
Marlothistella stenophylla är en isörtsväxtart som först beskrevs av L. Bol., och fick sitt nu gällande namn av Steven A. Hammer. Marlothistella stenophylla ingår i släktet Marlothistella och familjen isörtsväxter. Inga underarter finns listade i Catalogue of Life.